# Gezamenlijke huishouding
Bij diverse onderdelen van de sociale zekerheid in Nederland is het begrip gezamenlijke huishouding van belang. In de afzonderlijke sociale zekerheidswetten wordt sinds 1998 dezelfde definitie van gezamenlijke huishouding gehanteerd:
Van een gezamenlijke huishouding is sprake indien twee personen hun hoofdverblijf in dezelfde woning hebben en zij blijk geven zorg te dragen voor elkaar door middel van het leveren van een bijdrage in de kosten van de huishouding dan wel anderszins.
Er zijn verder het basispartnerbegrip (belasting), het fiscaal partnerschap in de Wet inkomstenbelasting 2001 en het partnerbegrip in de erfbelasting.

## Gezamenlijk
In de Nederlandse sociale zekerheidswetten worden twee ongehuwden die een gezamenlijke huishouding voeren, qua rechten en plichten gelijkgesteld aan gehuwden en geregistreerde partners. Van een gezamenlijke huishouding is sprake “indien twee personen hun hoofdverblijf in dezelfde woning hebben” (huisvestingscriterium) én “zij blijk geven zorg te dragen voor elkaar door middel van het leveren van een bijdrage in de kosten van de huishouding dan wel anderszins” (zorgcriterium). Als aan beide criteria is voldaan, kan een gezamenlijke huishouding worden aangenomen.
Voor de beoordeling of sprake is van “hoofdverblijf in dezelfde woning” is doorslaggevend of de twee ongehuwden feitelijk dezelfde woning bewonen. Op grond van jurisprudentie kan er bij het aanhouden van twee afzonderlijke woonadressen toch sprake zijn van hoofdverblijf in dezelfde woning, bijvoorbeeld als een van de twee adressen niet of weinig wordt bewoond, of als beide adressen wisselend gezamenlijk worden bewoond.
Voor de beoordeling of sprake is van “zorgdragen voor elkaar” is er niet één, doorslaggevend criterium. Op grond van jurisprudentie kan er sprake zijn van zorgdragen voor elkaar als er sprake is van een financiële verstrengeling die verder gaat dan het uitsluitend delen van de vaste woonlasten en de hiermee samenhangende lasten. Die financiële verstrengeling kan bijvoorbeeld blijken uit het gezamenlijk betalen van de vaste lasten, boodschappen, auto en vakantie, uit een gezamenlijke bankrekening of uit het gebruik van een gezamenlijke auto.
In een aantal situaties wordt zonder nader onderzoek en zonder tegenbewijsmogelijkheid aangenomen dat er sprake is van een gezamenlijke huishouding. Een gezamenlijke huishouding wordt in ieder geval aanwezig geacht indien de twee ongehuwden hun hoofdverblijf hebben in dezelfde woning én indien:
1. zij met elkaar gehuwd zijn geweest; of
2. uit hun relatie een kind is geboren of erkenning heeft plaatsgevonden van een kind van de een door de ander; of
3. zij zich door middel van een samenlevingscontract wederzijds verplicht hebben tot een bijdrage aan de huishouding; of
4. zij op grond van een wettelijke registratie worden aangemerkt als een gezamenlijke huishouding.

Min of meer de tegenhanger van het begrip gezamenlijke huishouding is het begrip alleenstaande, dat in de Participatiewet, IOAW en IOAZ is gedefinieerd als de ongehuwde die géén gezamenlijke huishouding voert.

## Niet gezamenlijk
Er is geen sprake van een gezamenlijke huishouding, indien de twee ongehuwden hoofdverblijf hebben in dezelfde woning en een zuiver commerciële relatie hebben, als huurder, onderhuurder of kostganger. Deze zakelijke relatie moet in ieder geval kunnen worden aangetoond aan de hand van een schriftelijk contract met daarin een reële prijs, en bewijzen van betaling van die prijs. De aanwezigheid van een contract en bewijsstukken dat huur of kostgeld wordt betaald, sluit overigens niet uit dat er feitelijk sprake is van een gezamenlijke huishouding. Op grond van jurisprudentie is er bij huurders, onderhuurders en kostgangers geen sprake van een zuiver commerciële relatie, indien er een mate van financiële verstrengeling aanwezig is die verder reikt dan de betaling van de huur of het kostgeld, en de wederzijdse verzorging niet beperkt blijft tot het onderhoud van de gehuurde kamer of de levering van de overeengekomen diensten, zoals de maaltijden of de bewassing.
Ongehuwden die een gezamenlijke huishouding voeren met een bloedverwant in de eerste graad (dus met een ouder of met een meerderjarig kind), worden niet aangemerkt als gehuwden. In de Participatiewet, IOAW en IOAZ worden ook ongehuwden die een gezamenlijke huishouding voeren met een zorgbehoevende bloedverwant in de tweede graad (dus met een verzorgingbehoevende grootouder, kleinkind, broer of zus), niet aangemerkt als gehuwden.
De gelijkstelling van personen die een gezamenlijke huishouding voeren met gehuwden vindt alleen plaats voor zover de gezamenlijke huishouding wordt gevoerd door twee meerderjarige personen. Als meer dan twee meerderjarige personen een gezamenlijke huishouding voeren, dan is er sprake van een meerpersoonshuishouding en worden de betrokkenen niet aangemerkt als gehuwd.

## Wettelijke consequenties
De consequenties van een gezamenlijke huishouding zijn per wet verschillend.
Bij de AOW wordt als gehuwd of als echtgenoot mede aangemerkt de ongehuwde meerderjarige die met een andere ongehuwde meerderjarige een gezamenlijke huishouding voert, tenzij het betreft een bloedverwant in de eerste graad. De "gehuwde" AOW-gerechtigde krijgt een lagere uitkering. Of de ander wel of niet AOW-gerechtigd is maakt niet uit.
Bij de Anw wordt als gehuwd of als echtgenoot mede aangemerkt de ongehuwde meerderjarige die met een andere ongehuwde meerderjarige een gezamenlijke huishouding voert, tenzij het betreft een bloedverwant in de eerste graad. Het begrip "gehuwd" bepaalt of als gevolg van een overlijden recht op uitkering ontstaat bij een ander. Bovendien stopt de uitkering zodra de Anw-gerechtigde weer "gehuwd" is.
Bij de Toeslagenwet wordt als gehuwd of als echtgenoot mede aangemerkt de ongehuwde meerderjarige die met een andere ongehuwde meerderjarige een gezamenlijke huishouding voert, tenzij het betreft een bloedverwant in de eerste graad. Voor een "gehuwde" geldt er een extra eis voor het recht op toeslag (1990-maatregel): de ander is vóór 1972 geboren, of een kind onder de 12 jaar behoort ook tot het huishouden. De norm voor het totale inkomen van "gehuwden" die aan de voorwaarde voldoen ligt tussen één- en tweemaal de norm voor een "ongehuwde".
Bij de Participatiewet wordt als gehuwd of als echtgenoot mede aangemerkt de ongehuwde die met een ander een gezamenlijke huishouding voert, tenzij het betreft een bloedverwant in de eerste graad of een bloedverwant in de tweede graad indien er bij een van de bloedverwanten in de tweede graad sprake is van zorgbehoefte. Een alleenstaande is iemand die niet "gehuwd" is. Bij "gehuwden" is er een inkomensnorm en vermogenstoets voor beide samen. De bijstandsnorm voor een alleenstaande bedraagt 70% van de bijstandsnorm voor een gehuwd paar.
Bij de IOAW wordt als echtgenoot mede aangemerkt de niet met de werkloze werknemer gehuwde persoon met wie de werkloze werknemer een gezamenlijke huishouding voert, tenzij het betreft een bloedverwant in de eerste graad of een bloedverwant in de tweede graad indien er bij een van de bloedverwanten in de tweede graad sprake is van zorgbehoefte. De alleenstaande werkloze werknemer gedefinieerd als de niet gehuwde dan wel duurzaam gescheiden levende werkloze werknemer, die niet een gezamenlijke huishouding voert, of waarbij bovengenoemde uitzondering geldt, en die niet is een thuisinwonende werkloze werknemer. Bij "gehuwden" is er een inkomensnorm voor beide samen. Deze is minder dan tweemaal die voor een alleenstaande.
Een gezamenlijke huishouding geeft in enkele gevallen recht op een hogere uitkering dan indien beiden geacht worden een aparte huishouding te hebben, bijvoorbeeld:
- Regelingen waarbij de ander geen sollicitatieplicht heeft:
  - De Toeslagenwet.
  - De aflopende regeling van de partnertoeslag in de AOW.
- Regelingen waarbij de ander sollicitatieplicht heeft:
  - Als de één IOAW krijgt en de ander geen inkomen heeft, maar wegens vermogen geen recht heeft op een Participatiewet=uitkering.

In deze gevallen is een bloedverwantschap in de eerste graad, of (bij de IOAW) een bloedverwantschap in de tweede graad waarbij een van de bloedverwanten in de tweede graad zorg behoeft, juist onvoordelig, omdat de gezamenlijke huishouding dan niet leidt tot een hogere uitkering.
In gevallen waarbij de gezamenlijke huishouding wel leidt tot een hogere uitkering zou van belang kunnen zijn het controleren of geen gezamenlijke huishouding gefingeerd wordt.

## Besluit aanwijzing registraties gezamenlijke huishouding 1998
Het Besluit van 24 december 1997 tot het vaststellen van nadere regels inzake registraties die worden aangemerkt als gezamenlijke huishouding (Besluit aanwijzing registraties gezamenlijke huishouding 1998) regelt dat voor een gegeven combinatie van twee personen het al of niet een gezamenlijke huishouding voeren, vastgesteld voor toepassing van de ene wet, gedurende twee jaar ook geldt voor de toepassing van andere wetten, zodat regelwinkelen wordt voorkomen. Dit laatste houdt in dat mensen zich steeds afhankelijk van wat het gunstigst is presenteren als al of niet een gezamenlijke huishouding voerend.
Het betreft niet alleen sociale zekerheid, maar bijvoorbeeld ook belastingheffing, en bij het huren van een woning, het aanvragen van medehuurderschap van een partner.

## Noodverordeningen in verband met de coronacrisis
In de noodverordeningen in verband met de coronacrisis gelden de regels voor afstand houden niet tussen personen die een gezamenlijke huishouding vormen. Een gezamenlijke huishouding wordt daarin gedefinieerd als de niet van tafel en bed gescheiden echtgenoot, geregistreerde partner of andere levensgezel en ouders, grootouders en kinderen, voor zover zij op één adres woonachtig zijn (sic). Inwoners van woongroepen, tehuizen en studentenhuizen moeten zich daarom veelal onderling in de publieke ruimte wel aan de afstandsregels houden.